# François Landon
Pour les articles homonymes, voir Landon.
François Landon, né le 17 octobre 1907 à Lyon et décédé le 22 avril 1997 à Neuilly-sur-Seine, est un ancien pilote et dirigeant du sport automobile français.

## Biographie
Il remporte en 1948 une victoire de classe dans la course de côte du Mont Ventoux sur 4 CV en moins de 750 cm3. À la suite de cet exploit la Régie Renault  envisage de faire naître un début de service compétition, qu'elle aimerait déjà lui confier.
En 1949 il tente de se qualifier pour le Grand Prix de Marseille, à bord d'une Cisitalia D46-Fiat.
En 1950 François Landon, et son épouse Mireille, gagnent la classe 1,1 L. du Rallye international des Alpes avec leur 4CV.

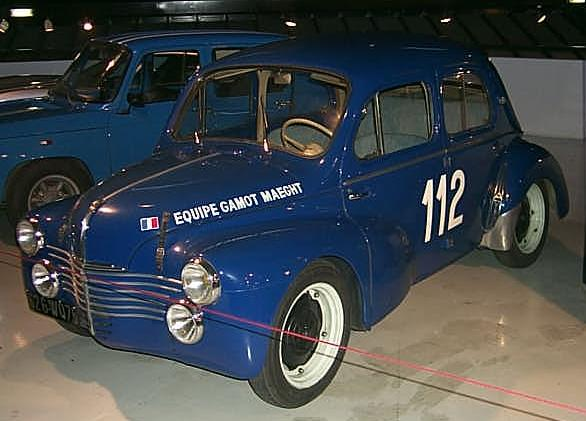
Une 4CV officielle de 1954 (à l'occasion des Mille Miglia).

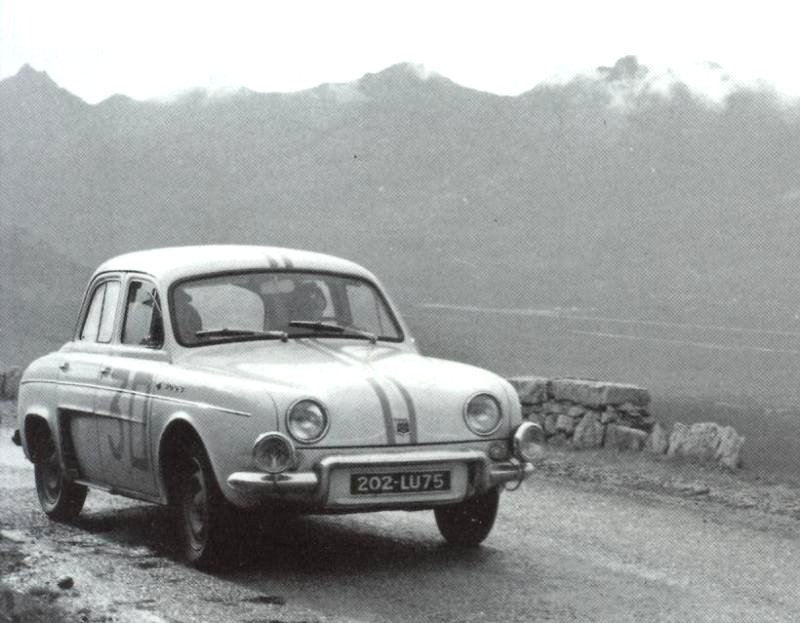
Pierre Orsini, vainqueur du Tour de Corse 1962, avec la Dauphine.

En 1951 il termine déjà à 43 ans 24e des 24 Heures du Mans, sur une 4CV officielle avec André Briat (cette édition de l'épreuve mancelle incluant quatre autres équipages en 4CV, toutes préparées par l'usine). Landon et Briat sont alors les premiers pilotes classés pour la marque au losange, en présence du Président de l'époque Pierre Lefaucheux (mort d'un accident de la route en février 1955). Ils remportent la catégorie H (moins de 750 cm3), et battent le record de la classe de 178 kilomètres.
François Landon devient désormais le véritable instigateur du département course de Renault, qu'il dirige bientôt aidé par Jacques Féret (vainqueur du rallye automobile Monte-Carlo 1958 sur Renault Dauphine Spéciale), Gérard Larrousse leur succédant en 1976 pour la fondation de Renault Sport. Parallèlement il gère aussi une concession Renault-Alfa Romeo à Ajaccio.
Sous l'ère de François Landon, Renault remporte également -entre autres- quatre Tour de Corse avec la Dauphine, en 1956, 1958, 1959, 1962, puis encore trois autres avec la Renault 8, en 1964, 1965 et 1966.
Dès 1956, il gère le début de collaboration entre Renault (dirigé par Pierre Dreyfus depuis mars 1955) et Amédée Gordini.
Après sa carrière pour Renault il reste dans la compétition automobile, en dirigeant désormais le service course de la SOFAR (l'importateur en France d'Alfa Romeo) durant la deuxième moitié des années 1970.
Employé en 1969 notamment pour la gestion des activités course dans les pays de l'Est, son fils Patrick travaille ensuite pour Renault Sport à la tête du département rallyes de 1981 à 1997, jusqu'à son arrêt. Il est alors à son tour directement impliqué dans les victoires 1982, 1985 et 1996 au Tour de Corse, prenant sa propre retraite en 2002.